# Arrondissement de Bunzlau
L'arrondissement de Bunzlau est un arrondissement prussien en Silésie. Il existe de 1816 à 1945. Le siège de l'arrondissement à Bunzlau. L'ancienne zone de l'arrondissement fait maintenant partie de la voïvodie polonaise de Basse-Silésie.

## Histoire

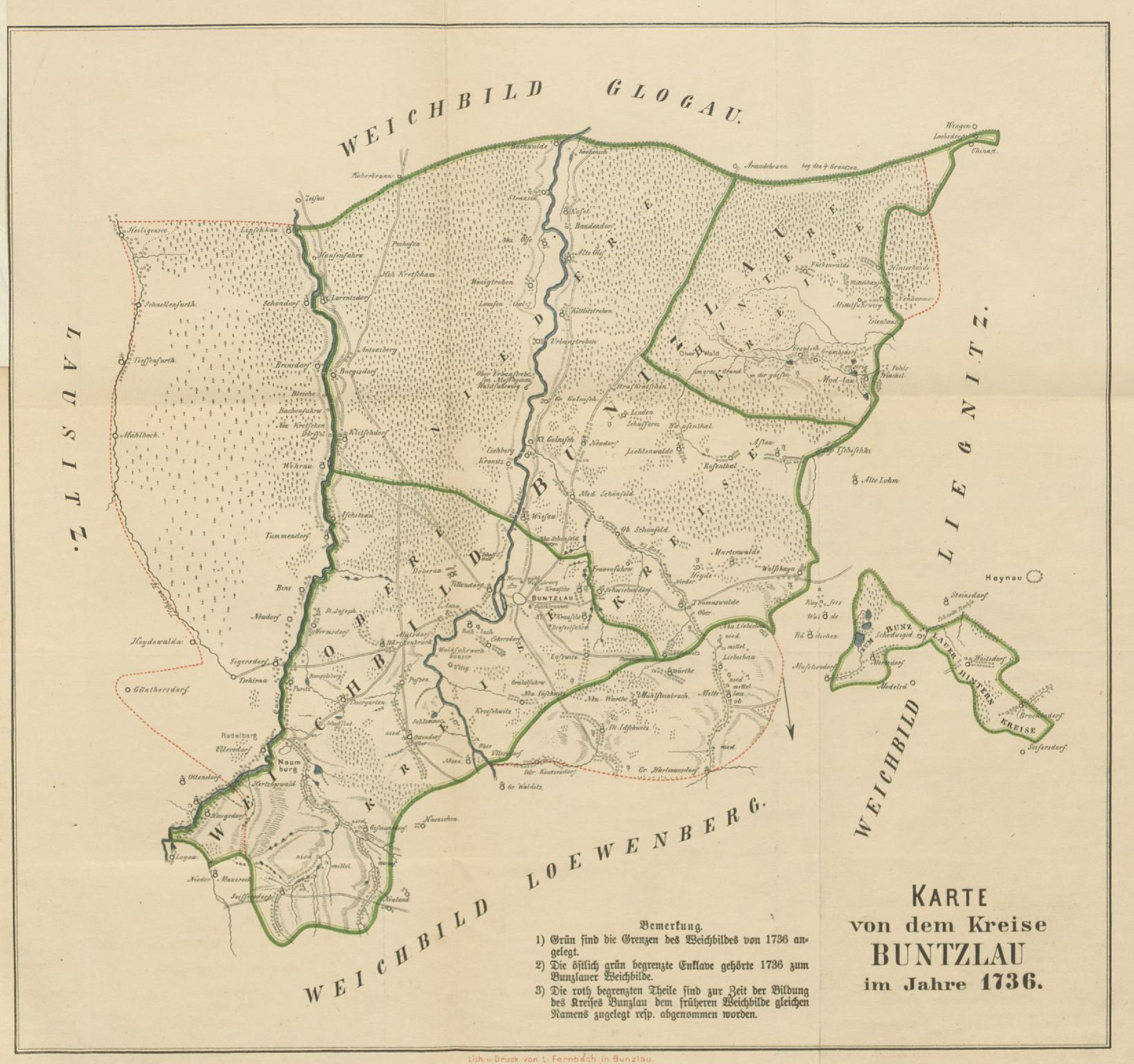
Le faubourg de Bunzlau en 1736

Après la conquête de la majeure partie de la Silésie par la Prusse en 1741, les structures administratives prussiennes sont introduites en Basse-Silésie par l'ordre du cabinet royal du 25 novembre 1741. Celles-ci comprennent la création de deux chambres de guerre et de domaine (de) à Breslau et Glogau ainsi que leur division en arrondissements et la nomination d' administrateurs d'arrondissement le 1er janvier 1742
Dans la principauté de Jauer, l'une des sous-principautés silésiennes, les arrondissements prussiens d'Hirschberg, Jauer et Löwenberg-Bunzlau sont formés à partir d'anciens faubourgs silésiens. Les trois districts sont subordonnés à la chambre de guerre et de domaine de Glogau, dont le district de Liegnitz dans la province de Silésie émerge au cours des réformes Stein-Hardenberg en 1815.
Le 26 janvier 1816, le district de Liegnitz divise l'arrondissement de Löwenberg-Bunzlau en deux arrondissements, Löwenberg et Bunzlau. La séparation se fait le long de la limite historique du faubourg, de sorte que l'arrondissement de Bunzlau corresponde initialement au faubourg historique de Bunzlau. Le 1er juin 1816, dans le cadre de l'établissement des arrondissements silésiens de la Haute-Lusace, la "seigneurie de Wehrau, propriété des héritiers du comte Solms" avec les biens d'Altenhan, Binitz, Ganz Siegersdorf, Heide Gersdorf, Neudorf, Neu Gersdorf, Oberwaldau et Niederwaldau y compris Eichert, Tzschirna et le domaine royal d'Ullersdorf (de) sont incorporés dans l'arrondissement de Bunzlau.
Avec la réforme d'arrondissement du 1er janvier 1820 dans le district de Liegnitz, il y a d'autres changements de territoire :
- Les villages d'Alt Jäschwitz, d'Alt Warthau, de Groß Hartmannsdorf, de Liebichau, de Mittlau et de Neu Warthau sont reclassés de l'arrondissement de Löwenberg à l'arrondissement de Bunzlau.
- Les villages de Brockendorf, Grüßiggrund, Märzdorf, Petschendorf, Sankt Hedwigsdorf et Woitsdorf sont transférés de l'arrondissement de Bunzlau à l'arrondissement de Goldberg-Haynau.
- Le village de Jakobsdorf est reclassé de l'arrondissement de Bunzlau à l'arrondissement de Lüben.
- Le village de Haugsdorf est transféré de l'arrondissement de Bunzlau à l'arrondissement de Lauban.

La province de Silésie est dissoute le 8 novembre 1919. La nouvelle province de Basse-Silésie est formée à partir des districts de Breslau et de Liegnitz. Le 30 septembre 1929, tous les districts de domaine de l'arrondissement de Breslau sont dissous et attribués aux communes voisines conformément à l'évolution du reste de la Prusse.
Le 1er avril 1938, les provinces prussiennes de Basse-Silésie et de Haute-Silésie sont réunies pour former la nouvelle province de Silésie. Dans le même temps, les communes de Heiligensee, Mühlbock, Schnellfurt et Tiefenfurt de l'arrondissement de Görlitz et la commune de Heiligensee de l'arrondissement de Sprottau sont intégrées dans l'arrondissement de Bunzlau. Le 18 janvier 1941, la province de Silésie est dissoute et la nouvelle province de Basse-Silésie est formée à partir des districts de Breslau et Liegnitz.
Au printemps 1945, l'arrondissement est occupé par l'Armée rouge. À l'été 1945, l'arrondissement est placé sous administration polonaise par les forces d'occupation soviétiques conformément à l'Accord de Potsdam (de).. L'afflux de civils polonais commence dans l'arrondissement, dont certains viennent des zones à l'est de la ligne Curzon qui sont tombées aux mains de l'Union soviétique. Dans la période qui suit, la majeure partie de la population allemande est expulsée de l'arrondissement.

## Évolution de la démographie
| Année | Habitants | Source |
| ----- | --------- | ------ |
| 1819  | 40 074    | [ 8 ]  |
| 1846  | 56 624    | [ 9 ]  |
| 1871  | 57 499    |        |
| 1885  | 59 573    | [ 10 ] |
| 1900  | 62 937    | [ 11 ] |
| 1910  | 64 813    | [ 11 ] |
| 1925  | 67 609    | [ 12 ] |
| 1939  | 72 912    | [ 12 ] |

## Administrateurs de l'arrondissement
18160000000von Skal
1816–184000Ernst Albrecht von Kölichen (de)
1840–184900Friedrich von Frankenberg (de)
1849–187400Karl von Reichenbach
1874–188000von Lösch
18800000000von Rittberg
1880–188900Constantin de Stolberg-Wernigerode
1889–189000Viktor Eckard (de)
1890–191000Conrad von Rosenstiel (de)
1910–192800Hans von Hoffmann
1928–192900Ulrich Burmann (de)
1929–193300Wilhelm Köhne (de)
1933–194400Wilhelm Eckmann (de)
1942–194400Siemionowski
1944–194500Siegfried Kampf

## Constitution communale
Depuis le XIXe siècle, l'arrondissement de Breslau est divisé en villes, en communes rurales et en districts de domaine. Avec l'introduction de la loi constitutionnelle prussienne sur les communes du 15 décembre 1933 ainsi que le code communal allemand du 30 janvier 1935, le principe du leader est appliqué au niveau municipal. Une nouvelle constitution d'arrondissement n'est plus créée; Les règlements de l'arrondissement pour les provinces de Prusse-Orientale et Occidentale, de Brandebourg, de Poméranie, de Silésie et de Saxe du 19 mars 1881 restent applicables.

## Communes
L'arrondissement de Bunzlau comprend pour la dernière fois deux villes et 70 communes  :
- Alt Jäschwitz
- Alt Warthau
- Altöls
- Aschitzau
- Aslau
- Birkenbrück
- Buchwald
- Bunzlau, ville
- Dobrau
- Eckersdorf
- Eichberg
- Gersdorf am Queis
- Gießmannsdorf
- Gnadenberg
- Gremsdorf
- Greulich
- Groß Gollnisch
- Groß Hartmannsdorf
- Groß Krauschen
- Günthersdorf
- Heiligensee
- Herrmannsdorf
- Herzogswaldau
- Hinterheide
- Kittlitztreben
- Klein Krauschen
- Klitschdorf
- Kosel
- Kroischwitz
- Kromnitz
- Lichtenwaldau
- Liebichau
- Linden
- Looswitz
- Lorenzdorf
- Martinwaldau
- Modlau
- Mühlbock
- Naumburg am Queis, ville
- Neu Jäschwitz
- Neuen
- Neuhammer
- Neundorf
- Nieder Schönfeld
- Nieder Thomaswaldau
- Ober Mittlau
- Ober Schönfeld
- Ober Thomaswaldau
- Ottendorf
- Paritz
- Possen
- Prinzdorf
- Rosenthal
- Rothlach
- Rückenwaldau
- Schnellenfurt
- Schwiebendorf
- Seifersdorf
- Siegersdorf
- Strans
- Thiergarten
- Thommendorf
- Tiefenfurt
- Tillendorf
- Tschirne
- Ullersdorf am Queis (de)
- Urbanstreben
- Uttig
- Waldau (Oberlausitz)
- Wehrau
- Wenigtreben
- Wolfshayn

Les districts forestiers de Bunzlauer Stadtforst et Klitschdorf-Wehrauer Heide appartiennent également à l'arrondissement. En 1938, les communes suivantes perdent leur indépendance :
- Baudendorf, le 1er avril 1938 à Altöls
- Burglehn, le 5 mai 1908 à Bunzlau
- Klein Gollnisch, le 1er avril 1938 à Eichberg
- Königswalde, le 1er avril 1938 à Herzogswaldau
- Neu Öls, sur 1er avril 1938 à Altöls
- Neu Warthau, le 1er avril 1938 à Alt Warthau
- Nieder Groß Hartmannsdorf, le 1er avril 1938 à Groß Hartmannsdorf
- Bas Mittlau, le 1er octobre 1937 à Liebichau
- Nieschwitz, le 1er avril 1938 à Alt Warthau
- Ober Groß Hartmannsdorf, le 1er avril 1938 à Groß Hartmannsdorf
- Schoendorf, le 1er avril 1938 à Lorenzdorf
- Ullersdorf am Bober, le 1er avril 1938 à Kroischwitz

## Changement de nom de lieu
La commune de Tschirne est rebaptisée Tonhain en 1937.

## Personnalités
- Martin Opitz (1597-1639), poète baroque
- Otto Dienel (de) (1839-1905), organiste et compositeur
- Johannes Bäßler (1892-1944), général né à Grasegrund
- Barbara Bartos-Höppner (de) (1923–2006), écrivain
- Friedrich Karl von Eggeling (de) (né en 1924), forestier, auteur et défenseur de l'environnement
- Dieter Hildebrandt (1927–2013), artiste de cabaret
- Hans-Joachim Hoffmann (1929–1994), ministre est-allemand de la Culture